# أربوليتيس
أربوليتيس (بالإسبانية: Arboletes) هي بلدة ساحلية تقع في شمال إدارة أنتيوكيا في كولومبيا، على ساحل البحر الكاريبي، وتحدّها من الشمال بلدية سان خوان دي أوروابا، ومن الجنوب إدارة قرطبة.

## نبذه
تأسست كبلدية مستقلة في منتصف القرن العشرين، وتتميز بموقعها الجغرافي بين الساحل والمناطق الزراعية، ما يمنحها مناخًا مداريًا دافئًا على مدار العام، يعتمد اقتصادها على الزراعة، بالإضافة الى تربية الماشية، إلى جانب السياحة البيئية، إذ تضم شواطئ ومواقع طبيعية أبرزها بركان الطين الشهير الذي يُعد وجهة سياحية محلية.
تُعد أربوليتيس نقطة التقاء بين الثقافة الساحلية والثقافة الداخلية في منطقة الأوروابا.